# Storhushåll
Storhushåll är en anläggning, till exempel en sjukhus-, skol-, militär-, personal- eller lunchrestaurang, som ska tillgodose personers ätande utanför hemmet. Storhushåll finns både i offentlig och i privat sektor och kan variera i fråga om omfattning, målsättning och utrustning.